# Cratere Sandila
Sandila  è un cratere sulla superficie di Marte.